# Tu viện Vydubychi
Tu viện Vydubychi (tiếng Ukraina: Видубицький монастир, Vydubytsky monastyr) là một tu viện lịch sử ở thủ đô Kiev, Ukraina.
Tu viện này được thành lập giữa năm 1070 và 1077 bởi Vsevolod I, con trai của Yaroslav Thông thái. Đó là một tu viện gia đình của con trai Vsevolod Vladimir Monomakh, Đại thân vương và lãnh đạo Công quốc Rus Kiev từ năm 1113 đến 1125 và con cháu của mình.
Tên của tu viện là theo tên vùng Vydubychi, nay là khu phố ở Kiev, được đặt tên theo một truyền thuyết Slavơ cổ về tà thần Perun và Đại thân vương Vladimir I thế kỷ 10. Từ "Vydubychi" xuất phát từ chữ Vydobychi → Vydobych → Vydobech (tiếng Ukraina: Видобичі → Видобич → Видобеч) có nghĩa là "để bơi lên", "nổi lên khỏi nước".
Tu viện điều hành phà qua sông Dnepr và nhiều học giả giỏi nhất thời kỳ đó đã sống và làm việc ở đó. Trong số đó, có giáo sĩ và học giả Sylvestr của Kiev và Moisey đã đóng góp rất lớn vào việc viết Biên niên sử về Rus Kiev trong khoản thời gian từ năm 850 đến 1110.
Từ năm 1596, tu viện là một văn phòng chính thức của ba Tổng giám mục đầu tiên của Giáo hội Công giáo Hy Lạp (mà sau thời Đại ly khai trở thành Giáo hội Chính Thống giáo Đông phương) ở Ukraina - Mykhajlo Rohoza, Ipatii Potii và Yosyf Rutskyi. Năm 1635, đã được trả lại cho Giáo hội Chính Thống Ukraina.
Chỉ còn vài nhà thờ của tu viện này đã còn tồn tại qua nhiều thế kỷ. Một trong số này là các Nhà thờ Saint Michael (Collegiate Church of Saint Michael), được xây dựng theo lệnh của Vsevolod I và một phần tái tạo giữa năm 1766 và 1769 bởi kiến trúc sư MI Yurasov. Các cấu trúc baroque Ukraina bao gồm 5 mái vòm tráng lệ của Nhà thờ St. George (St. George Cathedral) và Transfiguration of the Saviour Church and refectory, được xây dựng trong những năm 1696-1701. Một tháp chuông, ủy quyền bởi nguyên thủ Hetman Danylo Apostol, được dựng lên trong những năm 1727-1733 và xây dựng tiếp trong năm 1827-1831.
Kể từ cuối những năm 1990, tu viện được quản lý bởi Giáo hội Chính Thống giáo Ukraina - Tòa Thượng Phụ Kiev, vừa được tách ra thành lập từ năm 1992 khi Ukraina tách rời khỏi Liên Bang Xô Viết, để thay thế Giáo hội Chính Thống giáo Ukraina - Tòa thượng phụ Moskva (vẫn còn hoạt động tại miền Đông). Dàn đồng ca Vydubychi là một trong những dàn hợp xướng đầu tiên ở Ukraina vừa độc lập để phục hồi lại ca hát Phụng Vụ Thánh trong ngôn ngữ tiếng Ukraina.

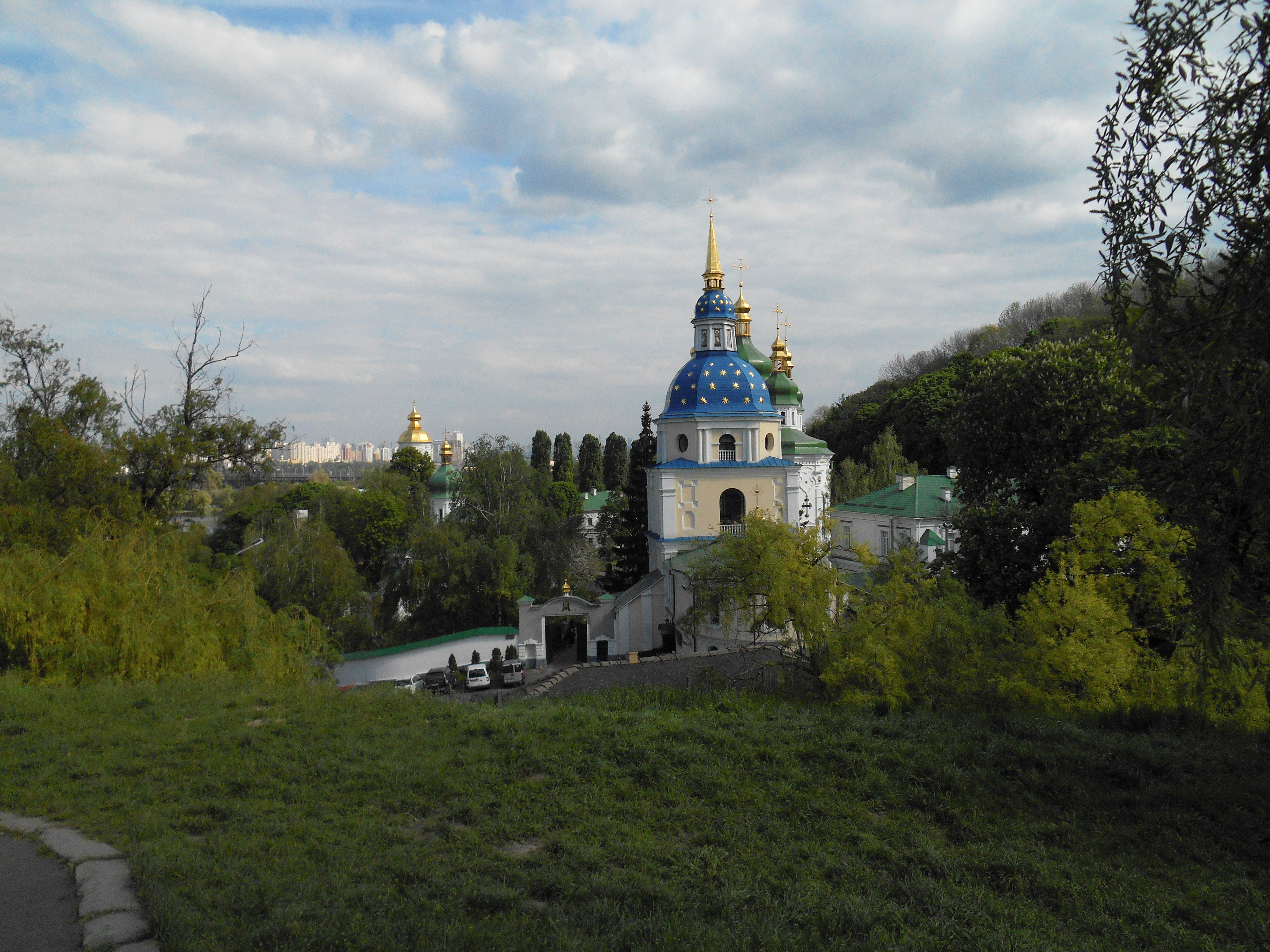
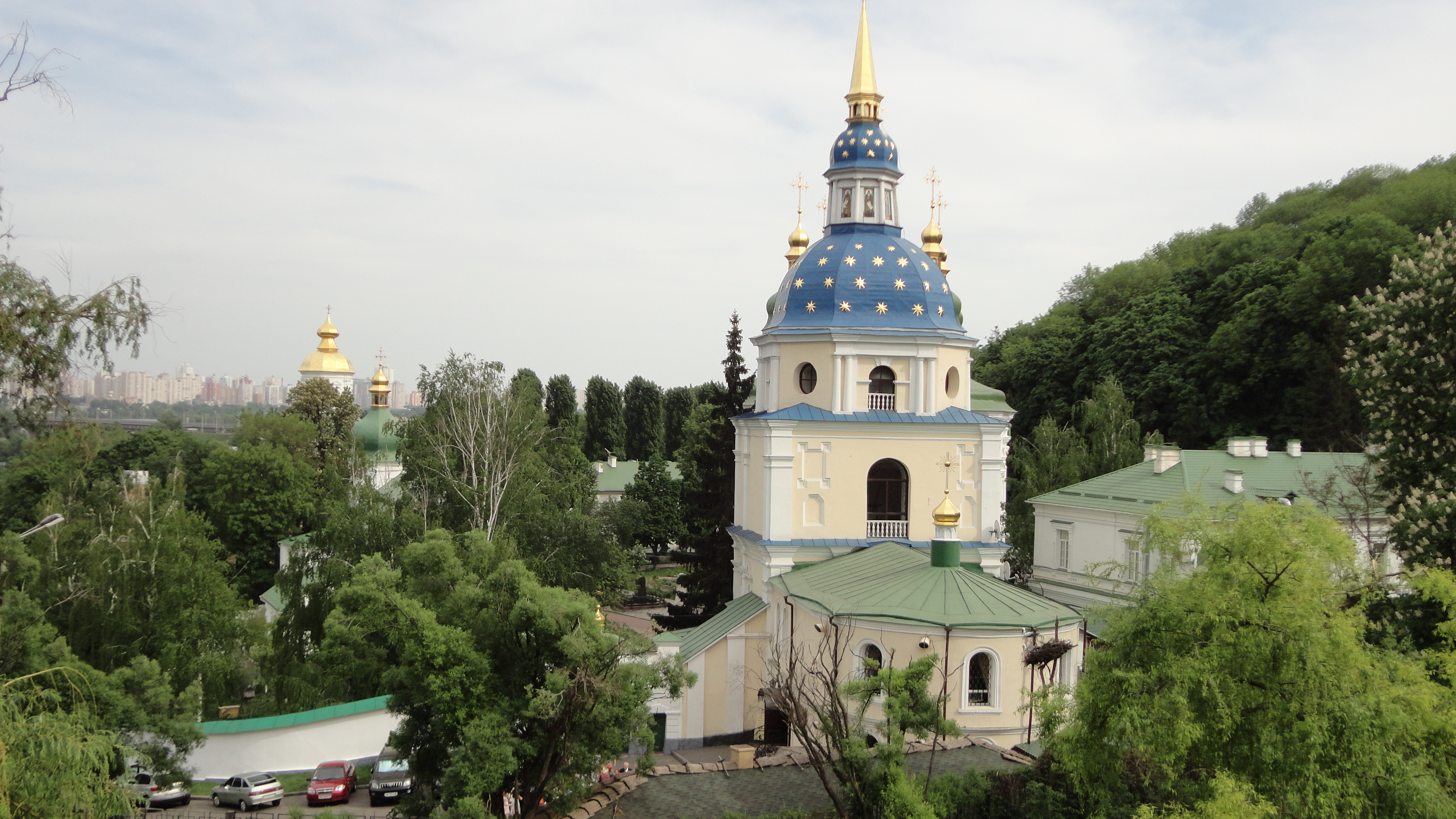
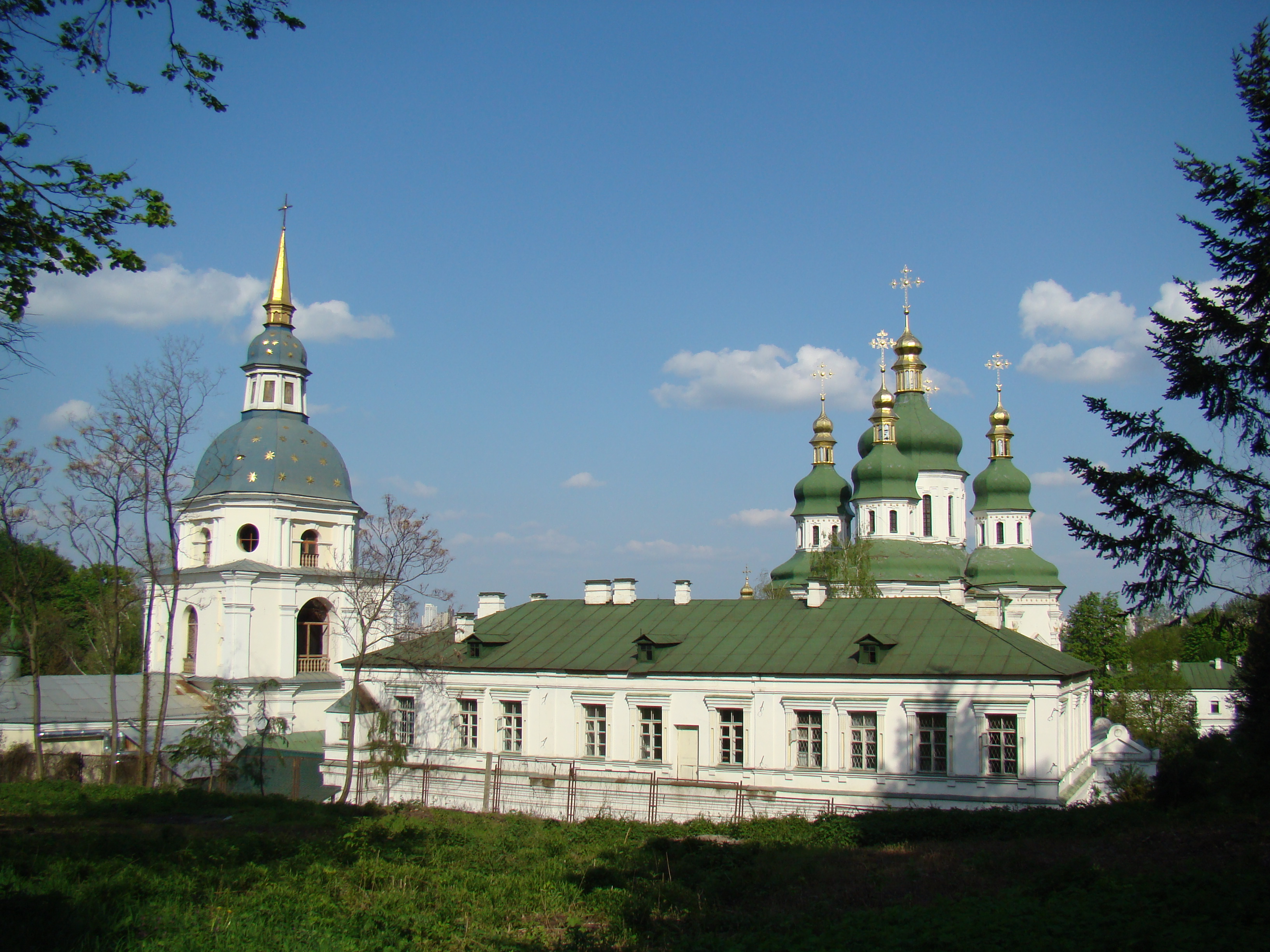
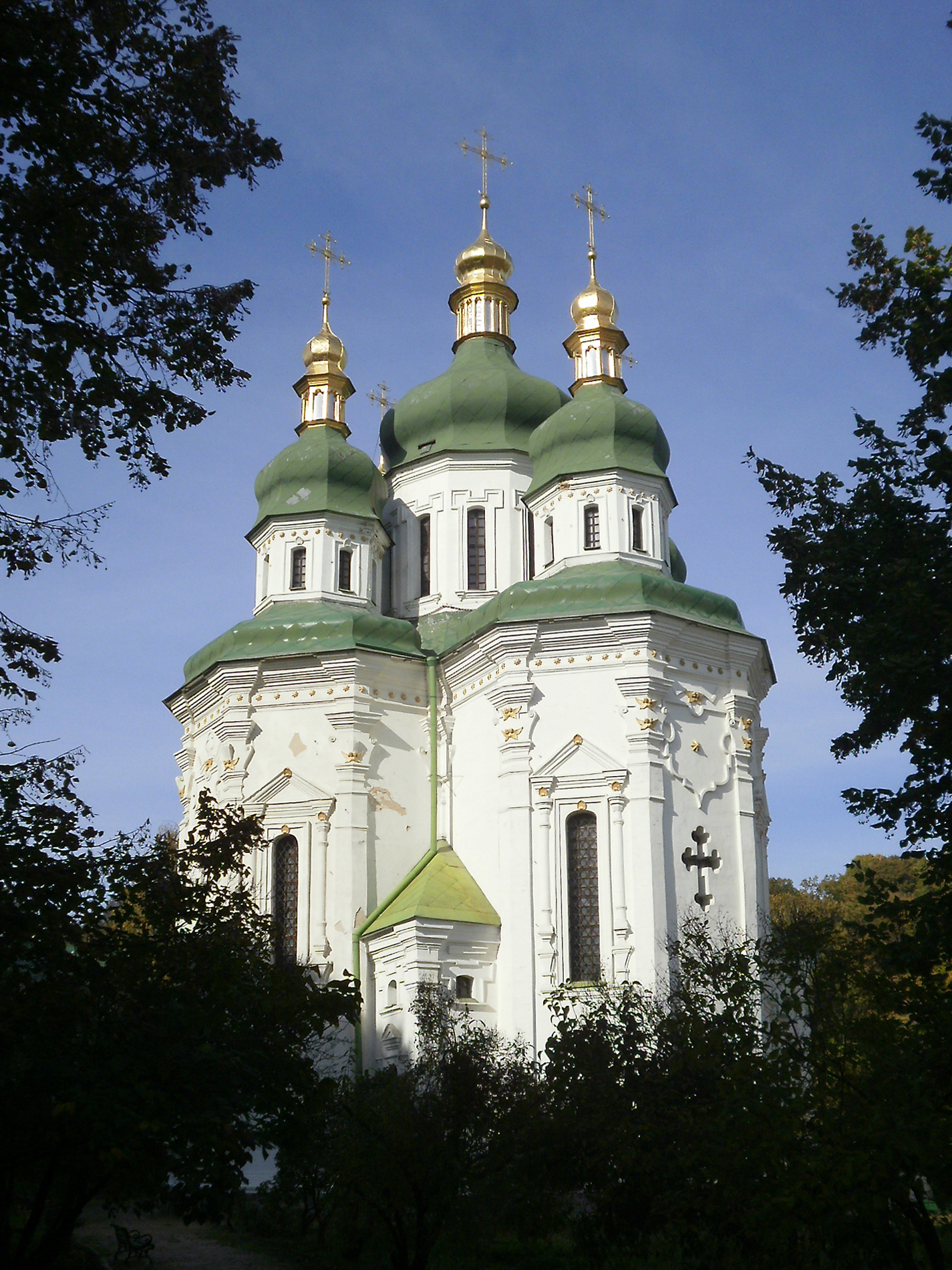
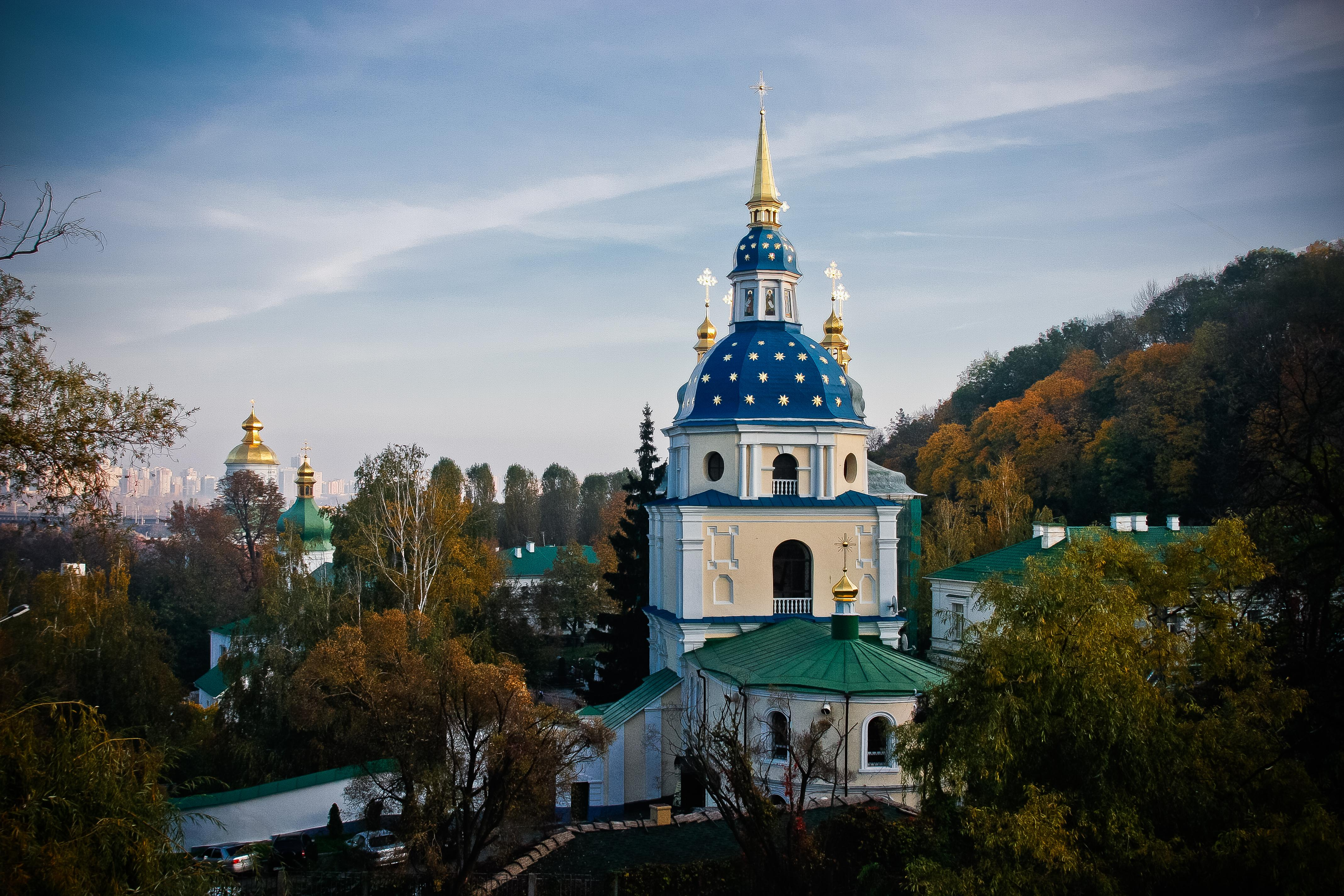
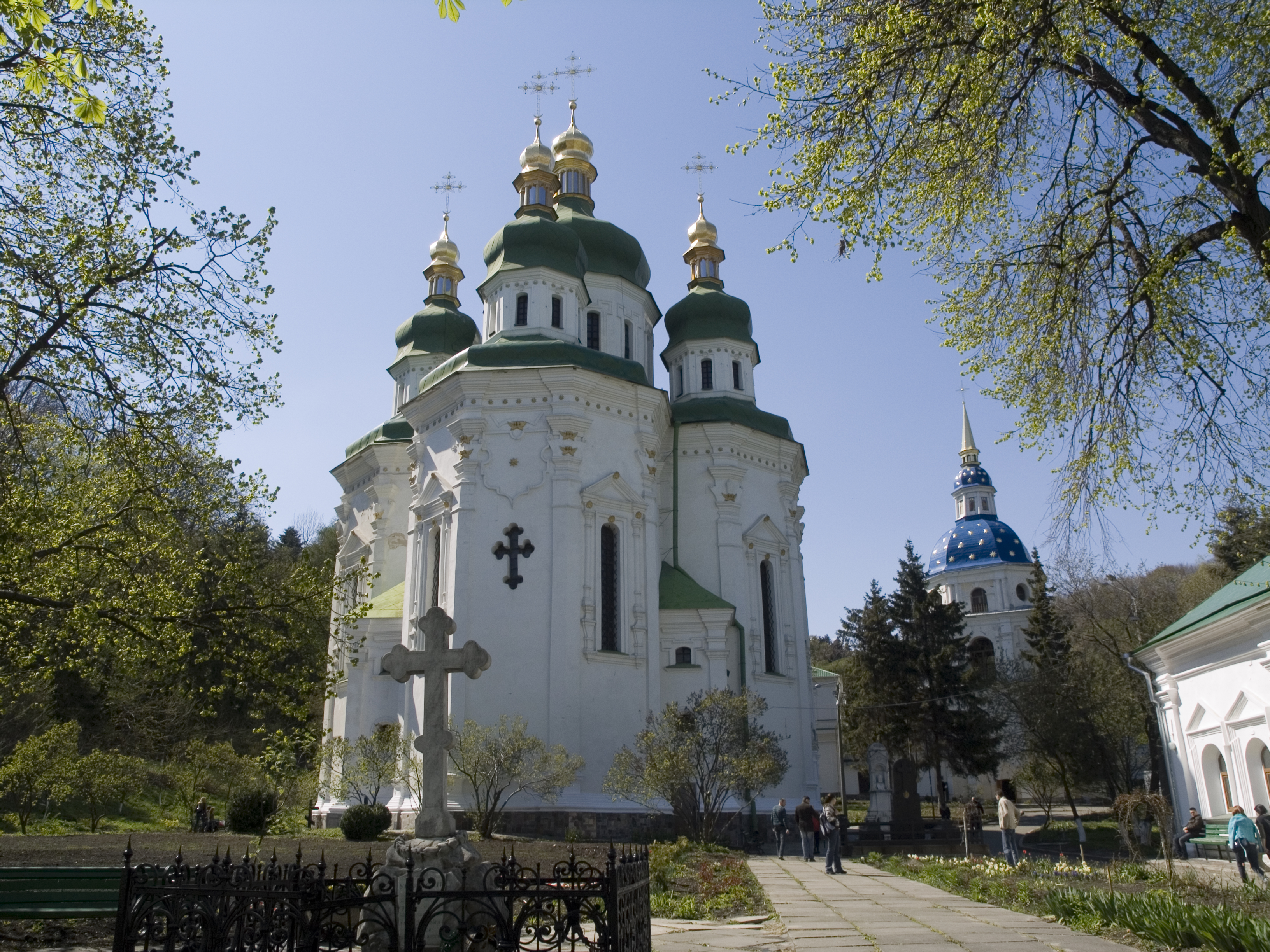